# Diplacodes bipunctata
Diplacodes bipunctata – gatunek ważki z rodziny ważkowatych (Libellulidae).